# Jeddito
Jeddito (navaho Jádító) és una concentració de població designada pel cens dels Estats Units a l'estat d'Arizona. Segons el cens del 2000 tenia 390 habitants.

## Demografia
Segons el cens del 2000, Jeddito tenia 390 habitants, 99 habitatges, i 79 famílies La densitat de població era de 27 habitants/km².
Dels 99 habitatges en un 59,6% hi vivien nens de menys de 18 anys, en un 45,5% hi vivien parelles casades, en un 30,3% dones solteres, i en un 20,2% no eren unitats familiars. En el 17,2% dels habitatges hi vivien persones soles l'1% de les quals corresponia a persones de 65 anys o més que vivien soles. El nombre mitjà de persones vivint en cada habitatge era de 3,94 i el nombre mitjà de persones que vivien en cada família era de 4,49.
Per edats la població es repartia de la següent manera: un 48,7% tenia menys de 18 anys, un 7,7% entre 18 i 24, un 26,7% entre 25 i 44, un 13,6% de 45 a 60 i un 3,3% 65 anys o més.
L'edat mediana era de 19 anys. Per cada 100 dones de 18 o més anys hi havia 81,8 homes.
La renda mediana per habitatge era de 20.417 $ i la renda mediana per família de 12.778 $. Els homes tenien una renda mediana de 35.375 $ mentre que les dones 30.469 $. La renda per capita de la població era de 5.347 $. Aproximadament el 42,3% de les famílies i el 45,5% de la població estaven per davall del llindar de pobresa.
Segons el cens dels Estats Units del 2010 el 92,56% són nadius americans i el 6,41% blancs.

## Poblacions més properes
El següent diagrama mostra les poblacions més properes.